# Валовишта
Валовишта или Валовиште (грч. Σιδηρόκαστρο — Сидирокастро, тур. Demirhisar — Демир Хисар или Демирхисар) град је у Грчкој, седиште општине Синтика и други по величини у округу Сер, на североистоку периферије Средишња Македонија.

## Положај
Град Валовишта се налази у североисточном делу грчке Македоније, на око 100 километара североисточно од Солуна, а близу границе са Бугарском — 20 километара јужније. Град се сместио на северу Серског поља, на реци Струми. Подручје западно од града је равничарско и плодно, а источно се издиже Сенгелска планина. Надморска висина града је око 90 m.

## Историја
Подручје Валовишта насељено је у античко доба. У доба старе Грчке ово подручје је било на само ободу грчког света, у оквиру Античке Македоније. У раздобљу 7. и 8. века на овом подручју насељавају се Словени и јавља се насеље под именом Валовишта. Град је био и у оквиру Српског царства током 14. века, да би 1390. године са остатком Македоније пао под власт Османлија.

## Становништво
Према бугарском географу и историчару, Василу Канчову, у Валовишту је 1900. године живело 3.300 Турака, 1.200 Словена хришћана, 450 Черкеза, 420 Рома, 350 Грка и 120 Аромуна. Грчко становништво је словенског порекла. Током Балканских ратова насеље је настрадало и део мештана (Турци и Словени) је избегао, тако је после рата остало 3.224 житеља. Почетком двадесетих година 20. века преостало турско становништво је принудно исељено у Турску и део словенског у Бугарску, а на њихово место је насељено 2.161 грчка избеглица. На попису из 1928. године Валовишта су имала 6.439 становника.
Валовишта данас има 4.758 становника. Данашње становништво је већином грчко са јаким словенским елементом. У граду живи и мања скупина Рома.

## Познате личности
- Алексије Комнин, византијски цар
- Марија Комнин, византијска принцеза